# Roommate (película de 2013)
Roommate (ルームメイト Rūmumeito?) es una película japonesa de terror psicológico de 2013 dirigida por Takeshi Furusawa y basada en la novela de Aya Imamura.

## Reparto
- Keiko Kitagawa como Harumi Hagio
- Kyōko Fukada como Reiko Nishimura
- Kengo Kōra como Kensuke Kudo
- Hiroyuki Onoue
- Chihiro Ōtsuka
- Mariko Tsutsui
- Yukijirō Hotaru
- Tomorowo Taguchi
- Riko Yoshida como Harumi de pequeña